# Champdeniers-Saint-Denis
Champdeniers-Saint-Denis település Franciaországban, Deux-Sèvres megyében. Lakosainak száma 1791 fő (2022. január 1.). Champdeniers-Saint-Denis La Chapelle-Bâton, Cherveux, Cours, Germond-Rouvre, Mazières-en-Gâtine, Saint-Christophe-sur-Roc és Saint-Marc-la-Lande községekkel határos.

## Népesség
A település népességének változása:
| Lakosok száma | 1653 | 1635 | 1656 | 1666 | 1700 | 1734 | 1753 | 1774 | 1791 |
|               | 2013 | 2015 | 2016 | 2017 | 2018 | 2019 | 2020 | 2021 | 2022 |